# Delmenhorst
Delmenhorst (pronunciación en alemán: /ˈdɛlmənˌhɔʁst/ⓘ) es una ciudad libre (kreisfreie Stadt) de Oldenburger Land (Niedersachsen - Alemania).

## Geografía

### Composición territorial
| - Adelheide - Albertushof - Annenheide - Annenriede - Brandhöfen - Brendel - Brückenesch - Bungerhof - Deichhausen - Deichhäuser Heide - Deichhorst - Düsternort - Hasbergen - Hasport | - Heidkrug - Hullen - Iprump - Moorkamp - Neuendeel - Sandhausen - Schlutter - Schohasbergen - Stickgras - Ströhen - Tannen - Tappenort - Westerfeld - Wiekhorn |

## Literatura
- Nils Aschenbeck: Delmenhorst : eine Stadt im Grünen. Aschenbeck und Holstein; Delmenhorst; Oldenburg : Isensee, Delmenhorst/Oldenburg 2005, ISBN 3-932292-45-6
- Liesel Wittenberg: Die Jahre 1976 - 1990 in Delmenhorst : eine Stadtchronik. Isensee, Oldenburg 2002, ISBN 3-89598-838-3
- Bernd Müller: Schloss Delmenhorst : Grafschaft Oldenburg. Homilius, Berlín 1996, ISBN 3-931121-24-0

## Ciudades hermanadas
- Allonnes, Países del Loira, India.
- Borisoglebsk, Centro-Chernozem, Rusia.
- Eberswalde, Brandeburgo, Alemania.
- Kolding, Dinamarca.
- Lublin, Polonia.
- Toledo, Ohio, Estados Unidos.

- Datos: Q3907
- Multimedia: Delmenhorst / Q3907